# Cignone
Cignone è una frazione del comune cremonese di Corte de' Cortesi con Cignone, alla cui denominazione contribuisce, posta a ovest del centro abitato.

## Storia
La località era un piccolo villaggio agricolo di antica origine del Contado di Cremona con 639 abitanti a metà Settecento.
In età napoleonica, dal 1810 al 1816, Cignone fu già frazione di Corte de' Cortesi, recuperando però l'autonomia con la costituzione del Regno Lombardo-Veneto.
All'unità d'Italia nel 1861, il comune contava 921 abitanti.
Nel 1868 il comune di Cignone venne aggregato al comune di Corte de' Cortesi secondo lo schema napoleonico.